# C'era una volta (serie animata)
C'era una volta (世界童話アニメ全集, Sekai dōwa anime zenshū, lett. "L'anime completo delle fiabe del mondo") è una serie anime OAV prodotta dallo Studio Unicorn nel 1986, tratta da alcune tra le più celebri fiabe del mondo.
La serie, originariamente composta da 10 episodi della durata di 12 minuti l'uno, nacque con l'intento di insegnare la lingua inglese ai bambini giapponesi. In ciascuna VHS veniva infatti mostrata la stessa fiaba in due versioni: prima con il doppiaggio inglese e poi in giapponese, seguita da una breve sequenza dedicata al glossario.
La serie venne acquistata dalla Saban Entertainment, che dopo averla completamente ridoppiata e musicata si occupò di distribuirla in diversi paesi. A questa nuova edizione dal titolo My Favorite Fairy Tales vennero inoltre aggiunti altri 4 episodi, tratti dalla serie di cortometraggi Le più famose favole del mondo, raggiungendo così 14 episodi totali.
In Italia la serie venne importata dalla Fininvest nella versione prodotta dalla Saban, ma senza i 4 episodi aggiuntivi (dato che la serie Le più famose favole del mondo era già distribuita in Italia dalla Italian TV Broadcasting): la prima TV avvenne sul circuito Italia 7 dal 16 al 27 luglio 1993 (seguirà una replica su Italia 1 dal 23 giugno al 2 luglio 1996).
La proprietà della serie è passata alla Disney nel 2001, quando la Disney ha acquisito Fox Kids Worldwide, che include anche Saban Entertainment. Nonostante ciò la serie non è disponibile su Disney+.

## Sigle
Sigla iniziale e finale inglese
Saban's My Favorite Fairy Tales, musica di Haim Saban e Shuki Levy.
Sigla iniziale e finale italiana
C'era una volta, testo di Alessandra Valeri Manera, musica di Carmelo Carucci, è cantata da Cristina D'Avena. Il brano inedito è stato pubblicato nel 1997 all'interno della raccolta Cristina D'Avena e i tuoi amici in TV 10.

## Doppiaggio
Il doppiaggio italiano venne eseguito dalla Deneb Film sotto la direzione di Guido Rutta che ha curato anche i dialoghi con Cristina Robustelli.
| Personaggio   | Voce originale | Voce italiana      |
| ------------- | -------------- | ------------------ |
| Voce narrante | Toshiko Fujita | Enrico Bertorelli  |
| Alì Babà      |                | Davide Garbolino   |
| Principe      |                | Davide Garbolino   |
| Morgana       |                | Alessandra Karpoff |
| Cenerentola   |                | Alessandra Karpoff |
| Matrigna      |                | Caterina Rochira   |
| Anastasia     |                | Debora Magnaghi    |
| Genoveffa     |                | Veronica Pivetti   |
| Regina        |                | Donatella Fanfani  |

Altre voci: Elisabetta Spinelli, Cinzia Massironi, Luca Bottale, Pietro Ubaldi, Claudio Moneta, Franco Gamba, Roberta Gallina, Patrizia Scianca, Sergio Romanò, Giusy Di Martino, Deborah Morese, Federica Valenti, Paolo Torrisi

## Episodi
| Nº | Titolo italiano Giapponese 「Kanji」 - Rōmaji                                          | Prima visione            | Prima visione     |
| Nº | Titolo italiano Giapponese 「Kanji」 - Rōmaji                                          | Pubblicazione (Giappone) | Prima TV (Italia) |
| 1  | Il brutto anatroccolo 「みにくいあひるの子」 - Minikui ahiru no ko                     | 1986                     | 26 luglio 1993    |
| 2  | I tre porcellini 「三びきのこぶた」 - Sanbiki no kobuta                                | 1986                     | 21 luglio 1993    |
| 3  | Biancaneve 「しらゆきひめ」 - Shirayuki hime                                           | 1986                     | 16 luglio 1993    |
| 4  | Cappuccetto Rosso 「赤ずきん」 - Akazukin                                              | 1986                     | 22 luglio 1993    |
| 5  | Il gatto con gli stivali 「ながぐつをはいた猫」 - Nagagutsu wo haita neko              | 1986                     | 23 luglio 1993    |
| 6  | La sirenetta 「にんぎょひめ」 - Ningyo hime                                            | 1986                     | 20 luglio 1993    |
| 7  | Il ragazzo delle tigri 「ちびくろサンボ」 - Chibikuro sambo                            | 1986                     | 27 luglio 1993    |
| 8  | Il lupo e i sette capretti 「おおかみと７ひきのこやぎ」 - Ookami to 7 hiki no koyagi   | 1986                     | 24 luglio 1993    |
| 9  | Cenerentola 「シンデレラひめ」 - Shinderera hime                                       | 1986                     | 17 luglio 1993    |
| 10 | Alì Babà e i 40 ladroni 「アリババと４０人のとうぞく」 - Ari Baba to 40 nin no touzoku | 1986                     | 19 luglio 1993    |

## Home video

### Stati Uniti
Negli Stati Uniti gli episodi vennero distribuiti in VHS nel 1987 in 5 volumi, per un totale di 14 episodi:
| Volume | Episodi                    |
| ------ | -------------------------- |
| 1      | Cappuccetto Rosso          |
| 1      | Alì Babà e i 40 ladroni    |
| 1      | Il gatto con gli stivali   |
| 2      | I tre porcellini           |
| 2      | Il brutto anatroccolo      |
| 2      | Il lupo e i sette capretti |
| 3      | La bella addormentata      |
| 3      | Biancaneve                 |
| 3      | Cenerentola                |
| 4      | Il mago di Oz              |
| 4      | Il tappeto magico          |
| 4      | Alì Babà e i 40 ladroni    |
| 5      | Biancaneve                 |
| 5      | La sirenetta               |
| 5      | Gli gnomi e il ciabattino  |

### Italia
In Italia parte degli episodi fu pubblicata nel 1993 circa in una VHS della collana I Cartonissimi edita da Penta Video.